# José Hamilton Ribeiro
José Hamilton Ribeiro (Santa Rosa de Viterbo, 29 de agosto de 1935) é um jornalista brasileiro.
Autor de quinze livros derivados de suas reportagens, sendo o primeiro, "O Gosto da Guerra", em função da reportagem sobre a Guerra do Vietnã, que fez para a revista Realidade em 1968, ocasião em que perdeu uma perna ao pisar numa mina terrestre.
Entre as redações por onde passou, estão as das revistas Realidade e Quatro Rodas, do jornal Folha de S. Paulo e dos programas Globo Repórter, Fantástico e Globo Rural, de onde foi repórter e editor.
Iniciou sua carreira na Rádio Bandeirantes, em São Paulo, de onde logo partiu para o jornalismo impresso, ao qual se dedicou por 25 anos. Nos outros 25 anos, se dedicou a projetos da Rede Globo, particularmente no Globo Rural. Em 25 de novembro de 2021, ele deixou a Globo após 46 anos.
É autor da publicação "Jornalistas, 37/97" que reflete sobre a história da imprensa ao longo dos 60 anos de existência do Sindicato dos Jornalistas de São Paulo.

## Obras
- O Gosto da Guerra (1969)
- Pantanal Amor Bágua (1974)
- Senhor Jequitibá (1979)
- Gota de Sol (1992)
- Vingança do Índio Cavaleiro (1997)
- Jornalistas 37/97 (1998)
- Música Caipira: as 270 Maiores Modas de Todos os Tempos (2006)
- Os Tropeiros - Diário da Marcha (2006)
- O Repórter do Século (2007)
- Rio Paraguai - Das Nascentes à Foz (2016)

## Prêmios
- 1964 - Prêmio Esso (Categoria: Regional - Grupo A)[4]
- 1967, 1968, 1973 - Prêmio Esso (Categoria: Informação científica)[4]
- 1977 - Prêmio Esso (Categoria: Regional - Sudeste)[4]
- 2004 - Prêmio Embratel de Jornalismo (Categoria: Jornalismo cultural)[5]
- 2006 - Prêmio Internacional Maria Moors Cabot[6]
- 2008 - Prêmio Brasileiro Imortal (Categoria Nacional). Nessa iniciativa da empresa Vale, foi batizada com seu nome uma espécie do gênero Anthurium, popularmente conhecido como Antúrio mirim, descoberto pelo pesquisador Marcus Nadruz Coelho, do Jardim Botânico do Rio de Janeiro.